# Min Bahadur Sherchan
Min Bahadur Sherchan (Myagdi, Nepal, 20 de junho de 1931 – Campo Base do Everest, Nepal, 6 de maio de 2017) foi um alpinista nepalês.
Sherchan bateu o recorde, que pertencia a Katsusuke Yanagisawa (na ocasião com 71 anos), da pessoa mais velha a alcançar o cume do Monte Everest, fa(c)to ocorrido em maio de 2008, quando tinha exatamente 76 anos e 340 dias.
O seu recorde seria batido em 2013 pelo japonês Yuichiro Miura, que atingiu o cume do Everest em 23 de maio de 2013, aos 80 anos de idade.
A mulher que possui este recorde é Tamae Watanabe que aos 73 anos de idade (em maio de 2012), alcançou a meta dos 8848 metros do Everest.

## Morte
Sherchan morreu em 6 de maio de 2017, aos 85 anos, enquanto tentava se tornar a pessoa mais velha a escalar o Monte Everest. Sua morte foi atribuída a um ataque cardíaco sofrido enquanto estava no acampamento base.